# المجموعات العربية على الإنترنت
 المجموعات العربية على الانترنِت  (ARABIC COLLECTIONS ONLINE) هي مكتبة عامة رقميَّة للكتب المؤلَّفة باللغة العربية والتي أصبحت في المجال العام. حالياً، هذا المشروع يوفّر إمكانيّة الولوج الإلكتروني إلى 15,131 كتاباً في أكثر من 9,223 موضوعاً مُستَمداً من مجموعات قيّمة في مكتبات مميَّزة. تأسست بدعم من جامعة نيويورك أبوظبي وتدعمها حاليًا المنح الكبرى من أركاديا، وهي صندوق خيري لشركة ليسبت راوزينج وبيتر بالدوين، وشركة كارنيجي في نيويورك. يهدف مشروع الرقمنة هذا إلى عرض ما يصل إلى 23,000 مجلد من مجموعات مكتبة جامعة نيويورك والمؤسسات الشريكة. إن هذه المؤسسات تساهم في تقديم كتب منشورة في مختلف مجالات الأدب، والأعمال، والعلوم، وغيرها من مقتنياتها من المجموعات العربية.
يهدف مشروع المجموعات العربية على الإنترنت إلى رقمنة وحفظ وتوفير الولوج المفتوح لمجموعة واسعة من كتب في اللغة العربية في مواضيع الأدب والفلسفة والقانون والدين وغيرها. حالياً، العديد من المحتويات المهمّة في اللغة العربية ليست متوفِّرة على نطاق واسع على الإنترنت. مشروع المجموعات العربية على الإنترنت يضمن الولوج العالمي لمكتبة رقميّة غنيّة بمجموعتها العربية. العديد من الكتب العربية القديمة النافذة من الطباعة، وسهلة التفتت، أصبحت نادرة ومُعرّ ضة لخطر الضياع. مشروع المجموعات العربية على الإنترنت يضمن حِفظ هذه الكتب رقمياًّ لأجيال المستقبل.
المساهمون المشاركون في المشروع: جامعة نيويورك، جامعة پرنستون، جامعة كورنيل، جامعة كولومبيا، الجامعة الأمريكية بالقاهرة، الجامعة الأمريكية في بيروت، الإمارات العربية المتحدة - الارشيف الوطني ومكتبة قطر الوطنية.

## ما هي المواصفات المستخدمة في الرقمنة
التصوير الرقمي يتوافق مع مبادرة من وكالات فيدرالية لارشادات في حقل الرقمنة (FADGI) التي تم تطويرها بمراجعة واسعة وتوافق آراء من قبل خبراء الرقمنة في مجتمع التراث الثقافي. يجب إنتاج ملفات الصور الرئيسية في هيئة تِف-6، غير مضغوط، أو مدموج إس-آر-جي-بي، أو مدموج آر-جي-بي، 24-بِت ألوان (3 قنوات من8-بِت لون)، 400پي-پي-آي لجميع الصور.

## إدارة المشروع
يدير مشروع المجموعات العربية على الإنترنت جامعة نيويورك في أبوظبي وجامعة نيويورك في نيويورك. اما افراد طاقم المشروع المسؤولون عن إنشاء هذا الموقع الإلكتروني، فهم أعضاء فريق الخدمات التكنولوجية للمكتبات الرقمية في مكتبات جامعة نيويورك. للمزيد عن فريق المشروع.